# Gusty Graas
Pour les articles homonymes, voir Graas.
Ne doit pas être confondu avec Gust Graas.
Gustave Graas dit Gusty Graas, né le 14 septembre 1957 à Bettembourg (Luxembourg), est un journaliste et homme politique luxembourgeois, membre du Parti démocratique (DP),.

## Biographie

### Études et formations
Après l’école primaire il a fréquenté l’Athénée de Luxembourg où il a obtenu son diplôme de fin d’études secondaires. Ce n’est qu’à l’âge de 47 ans qu’il a repris ses études universitaires qu’il a clôturées avec un Bachelor en Histoire.

### Carrière professionnelle
Après un passage au secteur privé auprès de la société Shell, il était fonctionnaire communal jusqu’en 1996, avant d’occuper jusqu’en 1999 le poste de secrétaire parlementaire. Entre 2004 et 2011 il était administrateur délégué du quotidien Lëtzebuerger Journal.
En tant que journaliste Gusty Graas a publié d’innombrables articles. De surcroît il est auteur de deux livres sur la législation communale. Aujourd’hui il rédige régulièrement des articles ayant trait à des événements historiques.

### Carrière politique
Depuis sa jeunesse Gusty Graas fut engagé au niveau de diverses associations avant de se présenter en 1987 aux élections communales dans sa commune natale. Il fut élu premier sur la liste du Parti démocratique. Depuis lors il est membre du conseil communal de Bettembourg. En novembre 2011 il est devenu échevin, responsable pour les ressorts mobilité, sports, déchets, eaux, commerce, industries et associations locales. En cette qualité Gusty Graas est membre de la délégation luxembourgeoise du Comité des Régions auprès de l’Union européenne.
En 1994 il a raté de justesse l’entrée au Parlement. Toutefois en 1999 il devint membre de la Chambre des députés. Durant cette période Gusty Graas présidait la Commission de la Fonction Publique et était rapporteur du budget pour l’année 2001. En outre, il était membre du Conseil de l'Europe.
Lors des élections législatives anticipées du 20 octobre 2013, Gusty Graas entra de nouveau comme troisième élu sur la liste du DP de la circonscription Sud au Parlement. Actuellement il est membre de sept commissions parlementaires, entre autres la commission de l’agriculture, de la viticulture, du développement rural et de la protection du consommateur, dont il assume la présidence.  En outre il est membre du Conseil Parlementaire Interrégional et du Parlement Benelux.  Ses domaines politiques préférés sont le développement durable, la mobilité, les affaires étrangères, les communes, la fonction publique et l'agriculture.
Pendant vingt ans (1990-2010) il était président de la Fédération Luxembourgeoise des Pêcheurs Sportifs. À part la pêche, Gusty Graas passe son temps libre avec de la course à pied et de la lecture.

### Vie privée
Gusty Graas, marié, est père de trois enfants.

## Détail des mandats et fonctions

### Membre de la Chambre des Députés
- Député depuis le 13/11/2013
- Député honoraire du 12/10/2004 au 12/11/2013
- Député du 13/07/1999 au 05/06/2004

### Fonctions
- Membre du Parti démocratique depuis 1980
- Membre du groupe politique démocratique depuis le 13/11/2013
- Membre de la Commission des Pétitions depuis le 05/12/2013
- Membre de la Commission des Affaires étrangères et européennes, de la Défense, de la Coopération et de l'Immigration depuis le 05/12/2013
- Président de la Commission de l'Agriculture, de la Viticulture, du Développement rural et de la Protection des consommateurs depuis le 05/12/2013
- Vice-Président de la Commission de la Fonction publique et de la Réforme administrative depuis le 05/12/2013
- Membre de la Commission de la Santé, de l'Egalité des chances et des Sports (pour les volets Santé et Egalité des chances) depuis le 05/12/2013
- Membre de la Commission de la Force publique depuis le 05/12/2013
- Membre suppléant de la Délégation luxembourgeoise à l'Assemblée parlementaire de l'Organisation pour la Sécurité et la Coopération en Europe (OSCE) depuis le 05/12/2013
- Membre effectif de la Délégation luxembourgeoise auprès du Conseil Parlementaire Interrégional (CPI) depuis le 05/12/2013
- Membre du Groupe interparlementaire du scoutisme depuis le 10/12/2013
- Membre de la Commission du Développement durable depuis le 21/01/2014
- Membre de la Commission de l'Environnement (pour le volet Eau) depuis le 04/06/2014
- Membre de la Sous-commission "Création d'un droit européen des contrats pour les consommateurs et les entreprises" de la Commission juridique depuis le 28/05/2014
- Membre du Groupe de Travail "Conférence des Présidents des Commissions permanentes" depuis le 05/12/2013
- Membre effectif de la Délégation luxembourgeoise auprès de l'Assemblée Interparlementaire Benelux depuis le 20/01/2015

### Fonctions antérieures
- Membre effectif de la Délégation luxembourgeoise auprès du Conseil Interparlementaire Consultatif de Benelux du 12/03/2014 au 19/01/2015
- Membre de la Commission de l'Environnement du 05/12/2013 au 20/01/2014
- Membre de l'Association des Anciens Députés (AAD) jusqu'au 12/11/2013
- Membre du Bureau du Groupe politique DP jusqu'au 05/06/2004
- Membre effectif de l'Délégation luxembourgeoise auprès de l'Assemblée parlementaire du Conseil de l'Europe (CE) du 12/08/1999 au 05/06/2004
- Membre effectif de l'Assemblée de l'Union de l'Europe Occidentale - Assemblée interparlementaire européenne de sécurité et de défense (UEO) du 12/08/1999 au 05/06/2004
- Membre de la Commission spéciale "Immigration" du 12/06/2001 au 09/03/2004
- Membre de la Commission d'enquête "Transports routiers internationaux" du 04/06/2002 au 14/10/2003
- Membre de la Commission spéciale "Plan d'action national en faveur de l'emploi" du 14/10/2003 au 05/06/2004
- Membre de la Commission du Travail et de l'Emploi du 14/10/2003 au 05/06/2004
- Membre de la Commission des Finances et du Budget du 12/08/1999 au 05/06/2004
- Membre de la Commission de l'Environnement du 12/08/1999 au 05/06/2004
- Membre de la Commission de l'Economie, de l'Energie, des Postes et des Transports (sauf pour le volet Energie) du 09/10/2001 au 05/06/2004
- Membre de la Commission des Affaires intérieures (sauf pour le volet Police) jusqu'au 05/06/2004
- Président de la Commission de la Fonction publique et de la Réforme administrative du 12/10/1999 au 05/06/2004

### Mandats communaux et professions
- Comité des Régions depuis le 22/07/2007
- Echevin, Commune de Bettembourg depuis le 14/11/2011
- Travailleur intellectuel indépendant
- Conseiller communal, Commune de Bettembourg du 01/01/1988 au 13/11/2011

## Décorations
- Grand officier de l'ordre de la Couronne de chêne[3] (promotion 1996)
- Officier de l'ordre de Mérite du grand-duché de Luxembourg[4] (promotion 2004)